# الهجوم على السفارة السعودية في أثينا
وقع الهجوم على السفارة السعودية في أثينا في الساعات الأولى من يوم الخميس، 14 ديسمبر 2017، حيث هاجم ستة أعضاء ملثمين من جماعة روفيكوناس الفوضوية سفارة المملكة العربية السعودية في ضاحية بسيخيكو، أثينا. وحملت المجموعة مقطع فيديو للهجوم على وسائل التواصل الاجتماعي يظهرهم وهم يرمون مختلف أنواع المقذوفات والطلاء على غرفة الحراسة وسور السفارة كما حطموا النوافذ بالحجارة وقد نشرت الجماعة الفوضوية مقالاً على موقع (athens.indymedia) هاجموا فيه العائلة المالكة السعودية وقوانين البلاد وتدخلها العسكري في اليمن ضمن عملية عاصفة الحزم. انتقدت الجماعة أيضاً محاولة بيع الحكومة اليونانية لأسلحة إلى المملكة العربية السعودية.
هذا ولم يبذل أي جهد لوقف الاعتداء على السفارة وقال مصدر بالشرطة اليونانية لوكالة فرانس برس "في حوالي الساعة 0400 بتوقيت جرينتش، تسبب عدد قليل من الناس في أضرار في الجزء الخارجي من السفارة ... وألقوا بعض الطلاء"، مضيفاً أن التحقيق مازال جارياً، إلا أن الشرطة اليونانية لم تعتقل أحد.
وجماعة روفيكوناس التي يعني اسمها روبيكون باليونانية (Ρουβίκωνας) وهو النهر الذي عبره يوليوس قيصر في 49 ق. م. واعتبر عبور النهر كناية عن اتخاذ خطوة لا يمكن الرجوع فيها، هي جماعة فوضوية تقوم بأعمال عنف وفوضى بشكل مستمر وسبق لها أن هاجمت عدة سفارات من بينها السفارة الكندية والإسرائيلية والإسبانية إضافة إلى مهاجمة منظمات سياسية وإعلامية وبنوك ومكاتب دولية ومحلية.